# El santuario no se rinde
El santuario no se rinde (Il santuario non s'arrende) è un film spagnolo del 1949, diretto da Arturo Ruiz Castillo.

## Trama
Mentre sale per la rampa che conduce al Santuario di Nostra Signora della Cabeza, Marisa ricorda i terribili giorni passati nel santuario durante la guerra civile. Quando le linee repubblicane incominciarono ad avanzare, Luis de Aracil l'aveva portata al santuario, difeso dai sostenitori dell'alzamiento, in cui sarebbe stata più sicura.
Dirigeva la difesa il capitano Cortés. Un'altra piazza vicina (il Palacio de Lugar Nuevo), era pure difesa dalle forze che si erano sollevate, finché non dovettero ripiegare sul santuario. Il santuario, rimasto isolato, era provvisto di viveri per via aerea da Cordova e da Siviglia, il rifornimento era coordinato dal capitano Carlos Haya. La maggior parte dei caduti si dovette al lancio di bombe e al frequente fuoco d'artiglieria, sebbene si racconta che alcuni degli assediati morissero a causa dell'intossicazione prodotta dalle erbe, di cui si erano cibati in mancanza di viveri.
Il 1º maggio 1937, dopo una dura resistenza di più di nove mesi di assedio continuo, il santuario fu conquistato dalle forze repubblicane. Si racconta che la statua della Virgen de la Cabeza fu nascosta durante l'assedio e non fu più rinvenuta.

## Commenti
- L'ospedale Capitán Cortés di Jaén ha assunto il nome di Hospital Clínico.
- La calle Capitán Cortés di Albacete è divenuta avenida de la Circunvalación.
- La provincia di Jaén, nella maggior parte del suo territorio, non fu conquistata dai franchisti quasi fino al termine della guerra civile.

## Premi
Tomás Blanco vinse la Medalla del Círculo de Escritores Cinematográficos per il migliore attore protagonista.